# Olsenella intestinalis
Olsenella intestinalis es una especie de  bacteria grampositiva del género Olsenella. Fue descrita en el año 2023. Su etimología hace referencia a intestino. Es anaerobia e inmóvil. Tiene un tamaño de 0,2-0,3 micrómetros (μm) de ancho por 1,5-3,1 μm de largo. Catalasa y oxidasa negativa. Forma colonias circulares, convexas, lisas y con márgenes enteros en agar TSA tras dos días de incubación. Temperatura de crecimiento entre 35-40 °C, óptima de 35 °C. Tiene un genoma de 2,4 Mpb y un contenido de G+C de 66,9%. Se ha aislado de heces de vaca en Corea del Sur.